# Piper tenuiflorum
Piper tenuiflorum är en pepparväxtart som beskrevs av Vahl. Piper tenuiflorum ingår i släktet Piper och familjen pepparväxter. Inga underarter finns listade i Catalogue of Life.